# Сан-Приско
Сан-Приско (італ. San Prisco) — муніципалітет в Італії, у регіоні Кампанія,  провінція Казерта.
Сан-Приско розташований на відстані близько 175 км на південний схід від Рима, 28 км на північ від Неаполя, 5 км на північний захід від Казерти.
Населення — 12 255 осіб (2014).
Щорічний фестиваль відбувається 1 вересня e 25 січня. Покровитель — San Prisco 1 settembre, Santa Matrona 25 gennaio.

## Демографія
Населення за роками:

Станом на 1 січня 2023 року в муніципалітеті офіційно проживали 392 іноземці з 37 країн, серед них 45 громадян країн Євросоюзу та 60 громадян України.

## Сусідні муніципалітети
- Капуа
- Казаджове
- Казапулла
- Казерта
- Курті
- Санта-Марія-Капуа-Ветере